# Đại hoàng đường cổ đặc
Đại hoàng đường cổ đặc (danh pháp khoa học: Rheum tanguticum) là một loài thực vật có hoa trong họ Rau răm. Loài này được Maxim. ex Balf. miêu tả khoa học đầu tiên năm 1879.